# Amphicnemis furcata
Amphicnemis furcata là một loài chuồn chuồn kim trong họ Coenagrionidae.
Amphicnemis furcata is in 1868 voor het eerst wetenschappelijk beschreven bởi Brauer.